# Tục thờ lửa

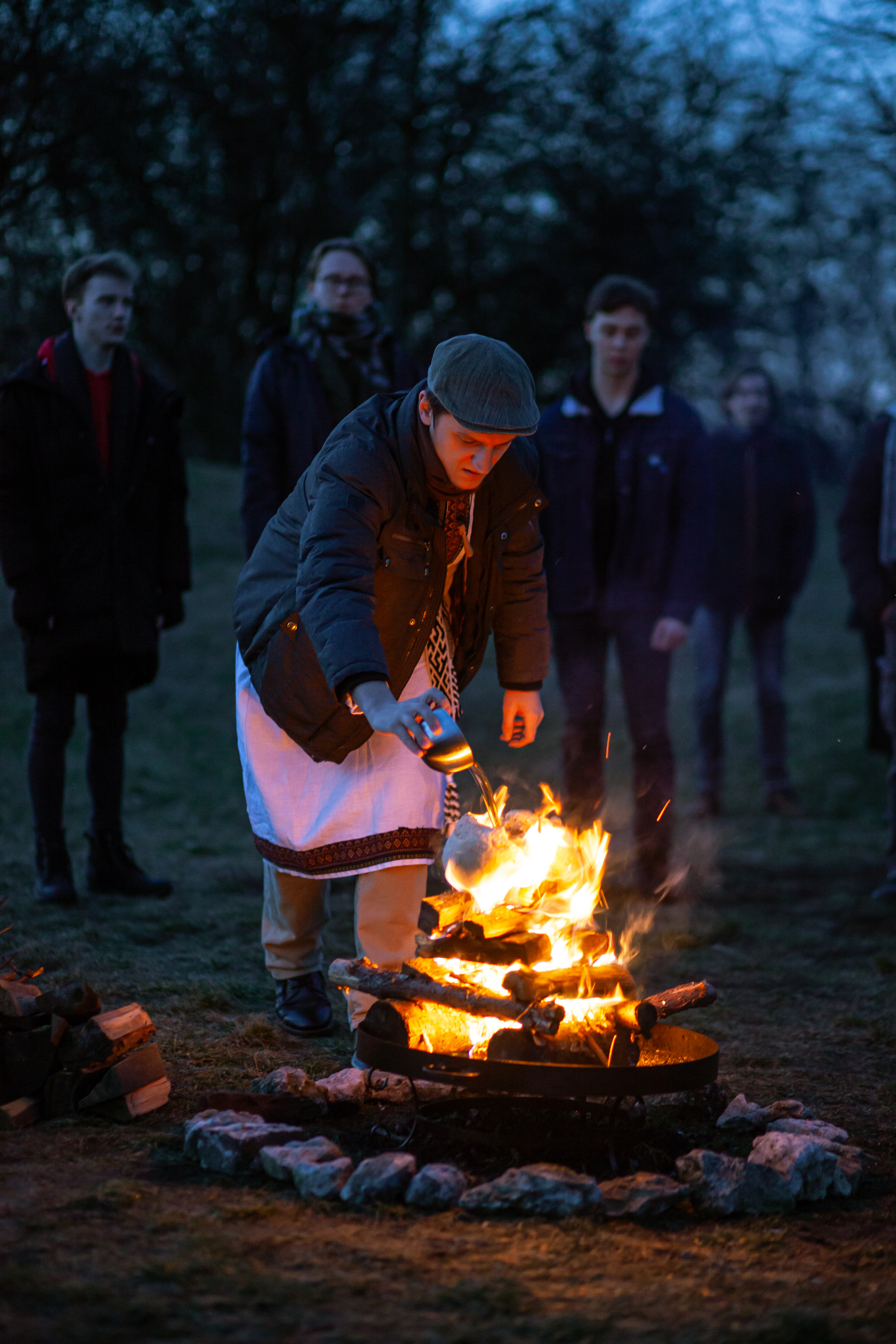
Một nghi lễ thờ lửa trong lễ hội Gromada Mir (Lễ hội đốt lửa) ở Ba Lan

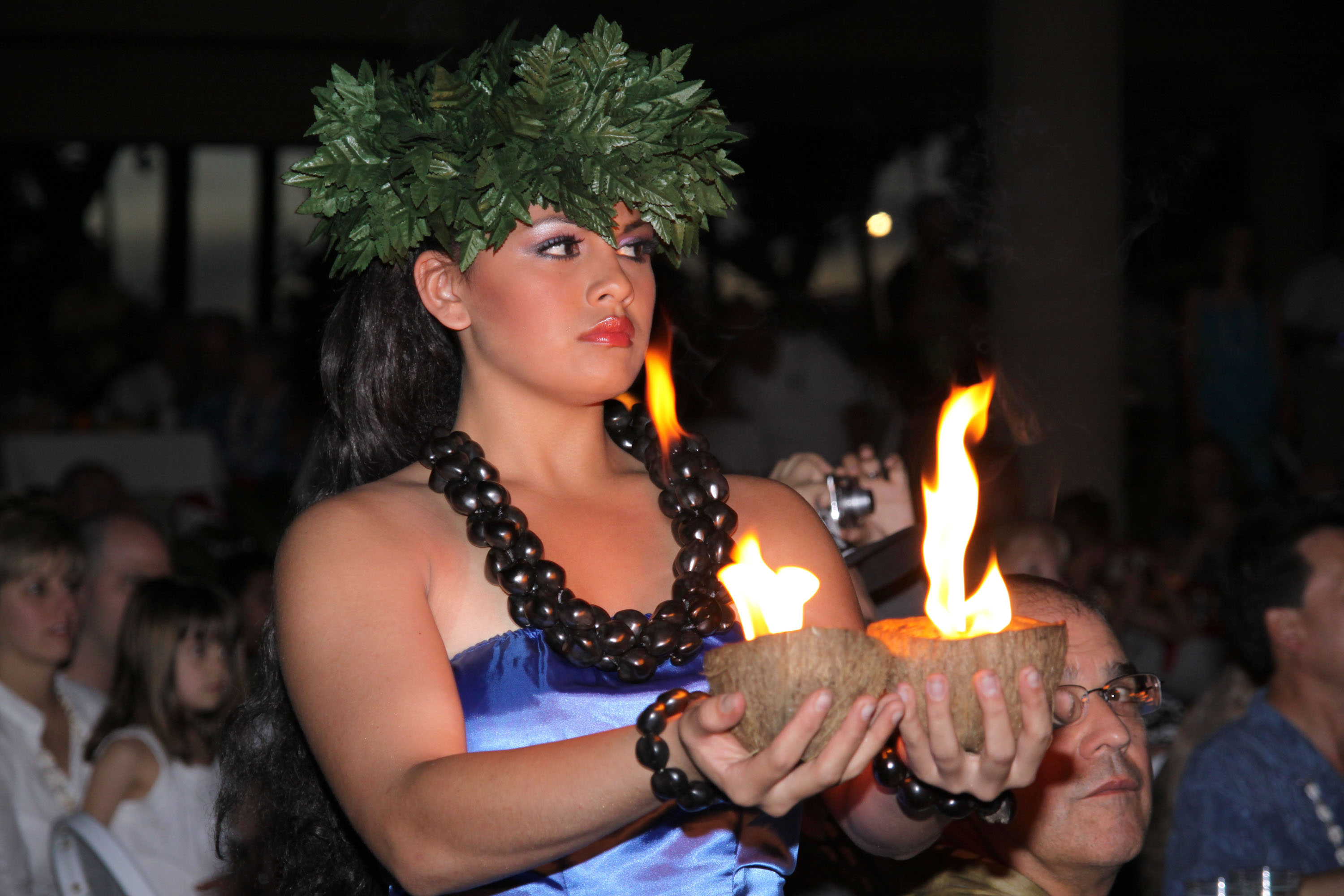
Một nghi lễ dâng cúng thần lửa

Tục thờ lửa (Fire worship) là việc thờ cúng lửa hoặc thần thánh hóa ngọn lửa được biết đến trong nhiều tôn giáo, tín ngưỡng khác nhau. Lửa đã là một phần quan trọng trong văn hóa loài người kể từ thời kỳ đồ đá cũ, những hình ảnh người cổ xưa nhảy múa xung quanh ngọn lửa như là một trong những hình thái tôn giáo sơ khai. Các quan niệm tôn giáo hoặc thuyết vật linh liên quan đến yếu tố lửa (hỏa) được cho là có nguồn gốc từ thời kỳ tiền nhân loại sơ khai như vậy. Về mặt khảo cổ học, bằng chứng về việc thờ cúng lửa và nghi thức hỏa táng của người Ấn-Iran được tìm thấy ở quá trình chuyển đổi từ văn hóa Sintashta sang văn hóa Andronovo vào khoảng năm 1500 TCN. Thờ lửa phổ biến trong tôn giáo Vệ Đà và tôn giáo Iran cổ đại, trong khi hỏa táng trở nên phổ biến trong Ấn Độ giáo, nó lại bị cấm trong Bái hỏa giáo (Zoroastrianism). Bằng chứng về việc thờ cúng lửa cũng đã được tìm thấy tại các địa điểm ở Thung lũng Indus ở Kalibangan và Lothal. Các tín ngưỡng thờ lửa có ba hình thức gồm lửa đốt lên, sấm sét, mặt trời. Lửa có nhiều biểu tượng thiêng liêng như làm cho trong sạch, giải thoát khỏi tội lỗi, soi sáng, tẩy uế, hủy diệt và tái sinh.

## Biểu hiện
Trong ngôn ngữ Ấn-Âu, có hai khái niệm liên quan đến lửa, thứ nhất là khái niệm về một loại sinh vật sống được gọi là Agni (hỏa) mà tiếng Anh gọi là Ignite từ tiếng Latin ignis, tiếng Ba Lan là ogień và tiếng Nga là Ogon và một loại vô tri mà tiếng Anh đọc là fire (lửa), tiếng Hy Lạp là pyr, tiếng Phạn là Pu, sự khác biệt tương tự cũng tồn tại đối với dạng nước. Trong các câu chuyện kể của Kinh thánh tiếng Do Thái, Đức Chúa trời Gia Vệ (Yahweh) thường giao tiếp bằng lửa, chẳng hạn như qua sự kiện bụi gai cháy trong truyện kể tại Sách Xuất hành và cột lửa dẫn đường cho dân Y-sơ-ra-ên. Ngọn Lửa Thánh trong Nhà thờ Mộ Thánh ở Jerusalem trong Cơ đốc giáo đã được ghi chép liên tục kể từ năm 1106 sau Công Nguyên. Lửa thường được sử dụng làm biểu tượng hoặc dấu hiệu cho thấy sự hiện diện của Chúa trong Cơ Đốc giáo và vì nó được cho là một sự sáng tạo cùng với nước và các yếu tố khác. Trong Tân Ước, Chúa Giêsu được tả lại là người mang lửa đến cho trái đất, Chúa Thánh Linh đôi khi được gọi là "cái lưỡi lửa". Trong Kitô giáo, việc thờ lửa được bảo tồn thông qua những ngọn nến thánh lễ.
Trong Hỏa giáo, ngọn lửa được coi là đại diện của sự thuần khiết và là biểu tượng của lẽ phải và sự thật. Ngày nay tín điều này được giải thích là do lửa khi cháy ngày càng bốc cao và bản thân nó không thể bị vấy bẩn. Sadeh và Chaharshanbe Suri đều là những lễ hội liên quan đến lửa được tổ chức trên khắp Đại Ba Tư và bắt nguồn từ khi đạo Hỏa giáo (Zoroastrianism) vẫn còn là tôn giáo chiếm ưu thế trong khu vực. Tuy nhiên, Bái hỏa giáo đôi khi bị mô tả sai là một tôn giáo thờ lửa, trong khi đó là một đức tin độc thần với Ahura Mazda là nhân vật trung tâm và vũ trụ học nhị nguyên về thiện và ác. Ngọn lửa chỉ đơn giản là đại diện cho trí tuệ tâm linh và sự thuần khiết, nhưng không được tôn thờ. Trong Lịch sử tôn giáo Vệ Đà truyền thống của Ấn Độ giáo thì ngọn lửa là yếu tố trung tâm trong nghi lễ Yajna, với "lửa" Agni, đóng vai trò trung gian giữa người thờ phượng và các vị thần khác. Các khái niệm liên quan là nghi lễ Agnihotra, lời kêu gọi đặc tính chữa bệnh của lửa; nghi lễ Agnicayana, tức là dọn một bàn thờ lửa cho Agni; và Agnistoma là một trong bảy Somayajna. Trong Vaishnava truyền thống của Ấn Độ giáo, Agni được coi là ngôn ngữ của Vishnu, do đó coi tất cả các vật hiến tế dâng lên bất kỳ vị thần nào cuối cùng đều là vật hiến tế cho Vishnu. 

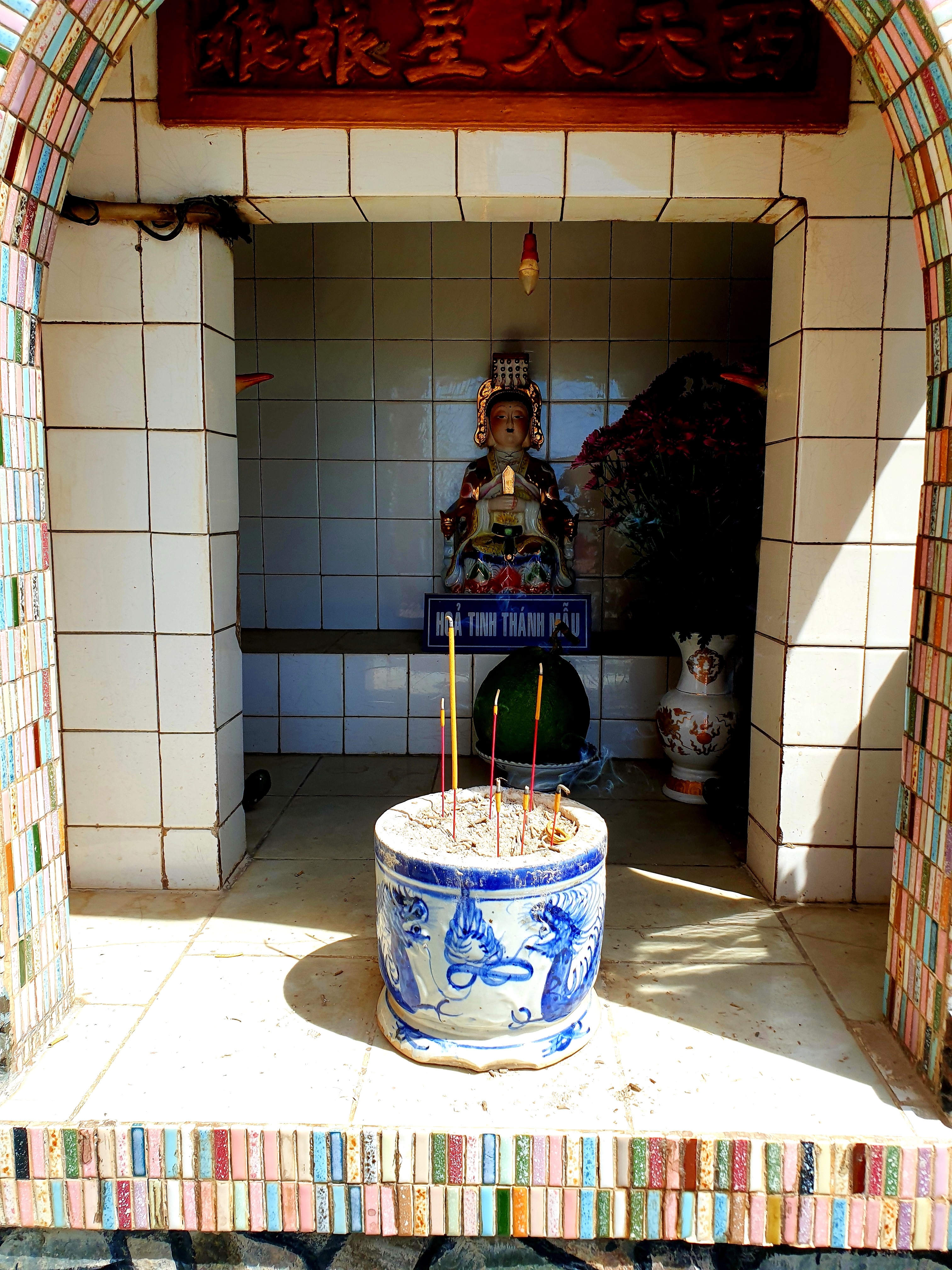
Am thờ Hỏa Tinh Thánh mẫu trong Dinh Cô tại Vũng Tàu

Ở Việt Nam, từ lâu, lửa đã được con người thần thánh hóa, thờ cúng, trong đời sống văn hóa các tộc người, lửa luôn là một thành tố quan trọng trong các nghi lễ của người thiểu số luôn được thực hiện bên đống lửa, việc thờ thần lửa thiên về ước vọng hạn chế sự hủy diệt của lửa, từ thời nhà Trần đã cho lập đền thờ Hỏa Thần tại Thăng Long, để người dân thờ cúng, xin Thần không tạo nên tai họa. Quan niệm người xưa có bốn bốn họa trong cuộc sống là Thủy–hỏa–đạo–tặc nên người dân đã dựng đền Hỏa Thần để thờ thần Lửa, mong được che chở, bình an. Ngôi đền thờ thần Lửa được người dân kinh thành xây dựng vào thế kỷ XIX, đến nay, ngôi đền Hỏa Thần ở Hà Nội là ngôi đền thờ thần Lửa duy nhất tại Việt Nam. Theo tín ngưỡng dân gian có hai Thần lửa là Nam Phương Xích đế và Quang Hoa Mã Nguyên Súy, vị Hỏa Thần được thờ trong đền là Quang Hoa Mã Nguyên Súy, trên tay đức Hỏa Thần cầm dụng cụ để đánh lửa. Lễ hội đền Hỏa Thần được tổ chức vào ngày 28 tháng Ba và 28 tháng Chín (âm lịch)-ngày sinh và ngày hóa của Hỏa Thần. Tục cúng ông Táo là biểu hiện của tục thờ thần Lửa, có ý nghĩa tẩy uế (làm cho sạch nhà cửa, bếp núc trước Tết) và giải thoát những nỗi oan trái, tượng trưng cho sự huỷ diệt (hết năm cũ) và tái sinh (ông Táo khác về khai mở năm mới).
Trong căn nhà của người Khơ Mú, thần lửa hiện diện ở mọi nơi, tục thờ lửa cũng gắn với tục thờ tổ tiên và những nghi lễ tâm linh của cộng đồng Khơ Mú, nơi cư ngụ của thần lửa chính là trong căn bếp ngôi nhà sàn của người Khơ Mú.. Trong đời sống tâm linh của người Thái ở miền Tây Nghệ An, thần Sấm và ngọn lửa có vị trí quan trọng, họ vẫn giữ những nghi lễ đặc biệt dành cho lửa vốn có vị trí duy trì công việc nấu nướng, là vũ khí xua đuổi tà ma, thú dữ, chống chọi với những đêm đông khắc nghiệt của miền sơn cước nên họ có tục giữ lửa. Đối với người Tày, bếp lửa có vai trò vừa là nơi thờ Thần bếp lửa nhằm xua đuổi tà ma, đề phòng thú dữ và cầu mong sự may mắn, đầm ấm, no đủ, bếp lửa là không gian linh thiêng, là nơi trú ngụ của vị Thần bếp lửa trong nhà. Theo phong tục truyền thống của người Tày, khi ngôi nhà sàn được làm xong, việc đầu tiên là rước thần lửa về nhà, lửa được sinh ra từ đá nên chọn hòn đá mang về đặt ngay bên cạnh bếp để cúng thần, hòn đá thiêng này chính là nơi trú ngụ của vị thần bếp lửa trong nhà. Người Bru-Vân Kiều, Pa Kô có việc thờ cúng tổ tiên và tục giữ lửa, họ quan niệm rằng, lửa sẽ mang đến những điều may mắn, ấm áp đồng thời xua tan đi những điều không tốt lành trong năm mới. Bếp lửa đỏ cũng đem đến sự no đủ, hạnh phúc cho bản làng.

## Hình ảnh

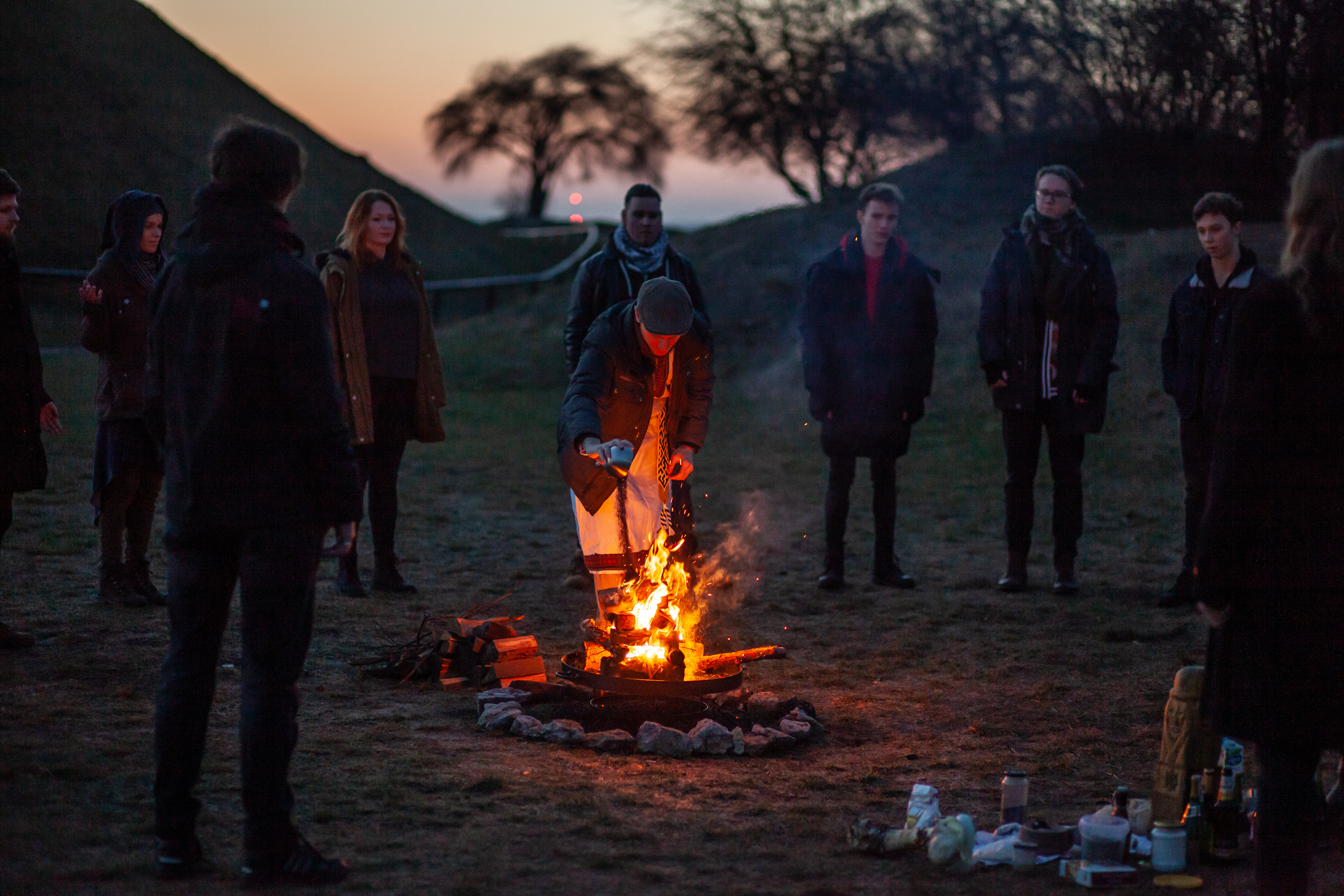
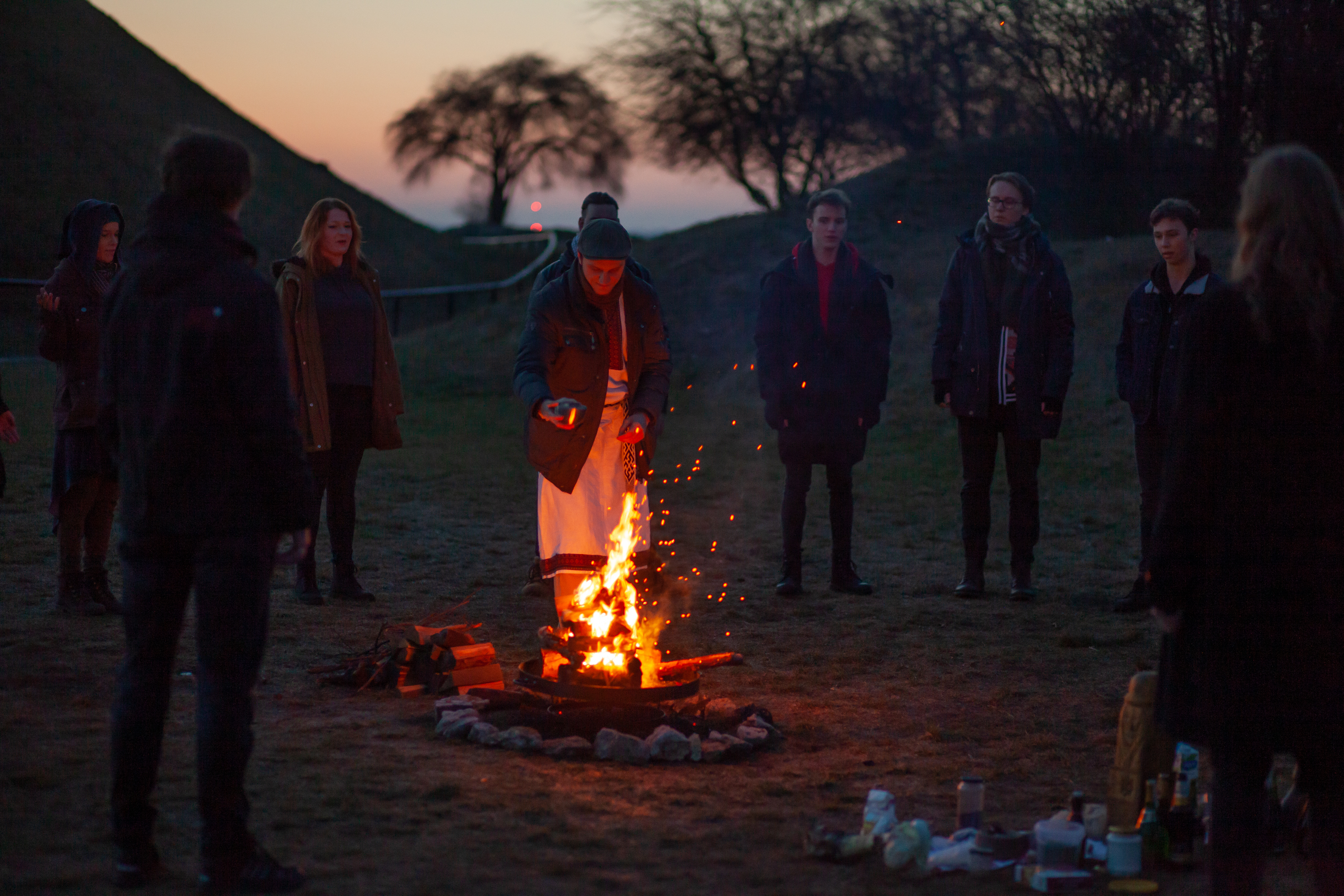
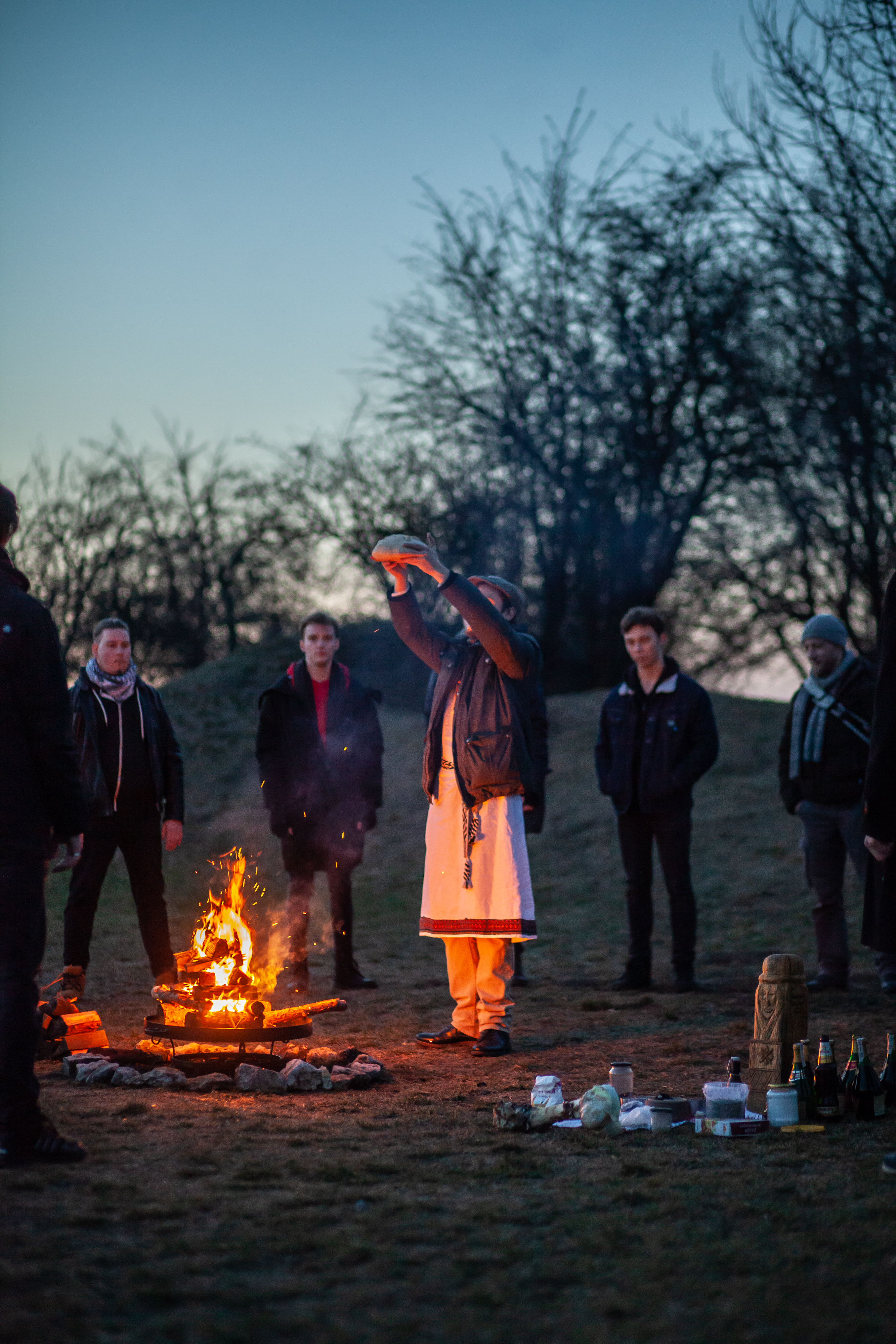
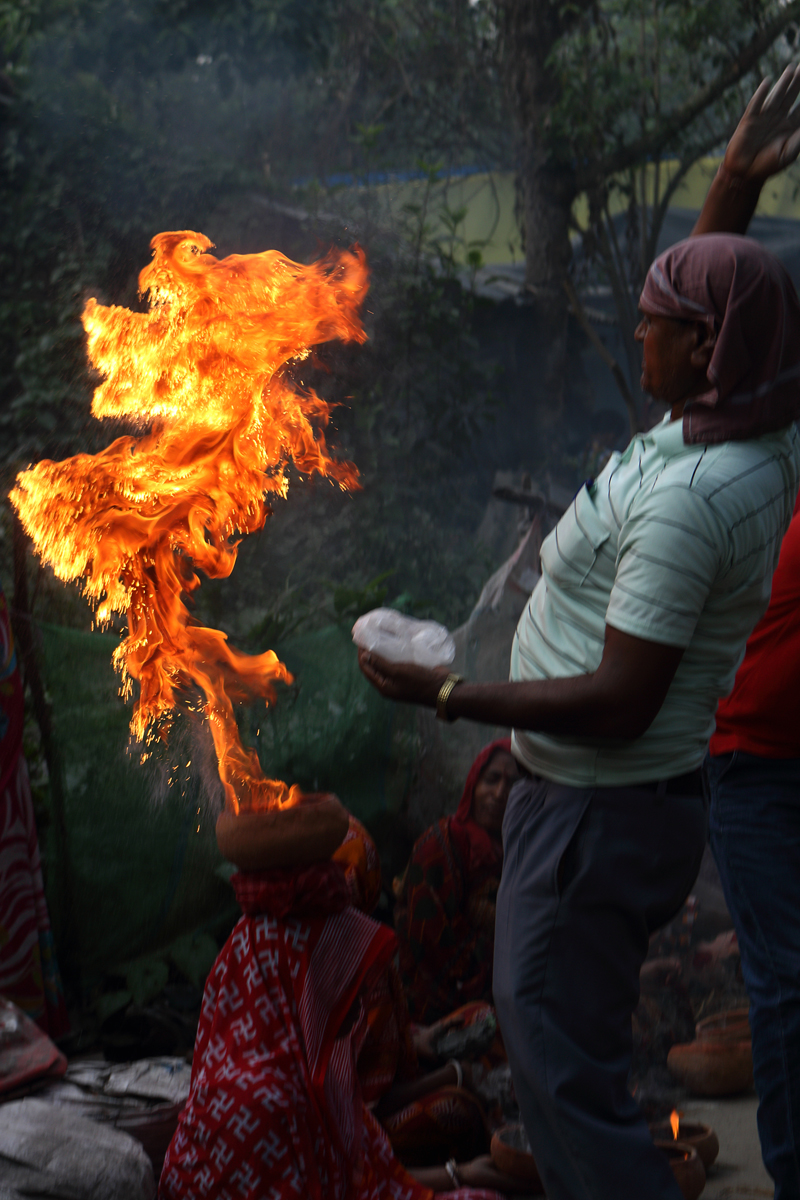
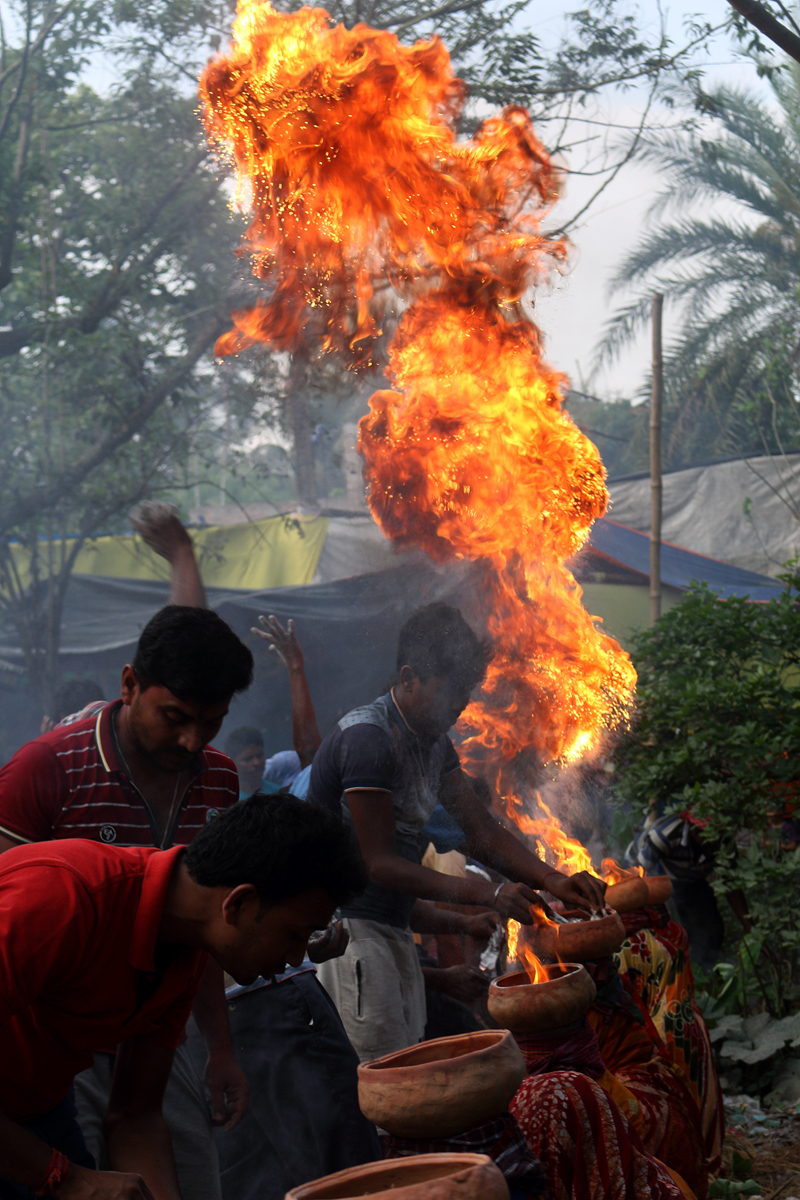
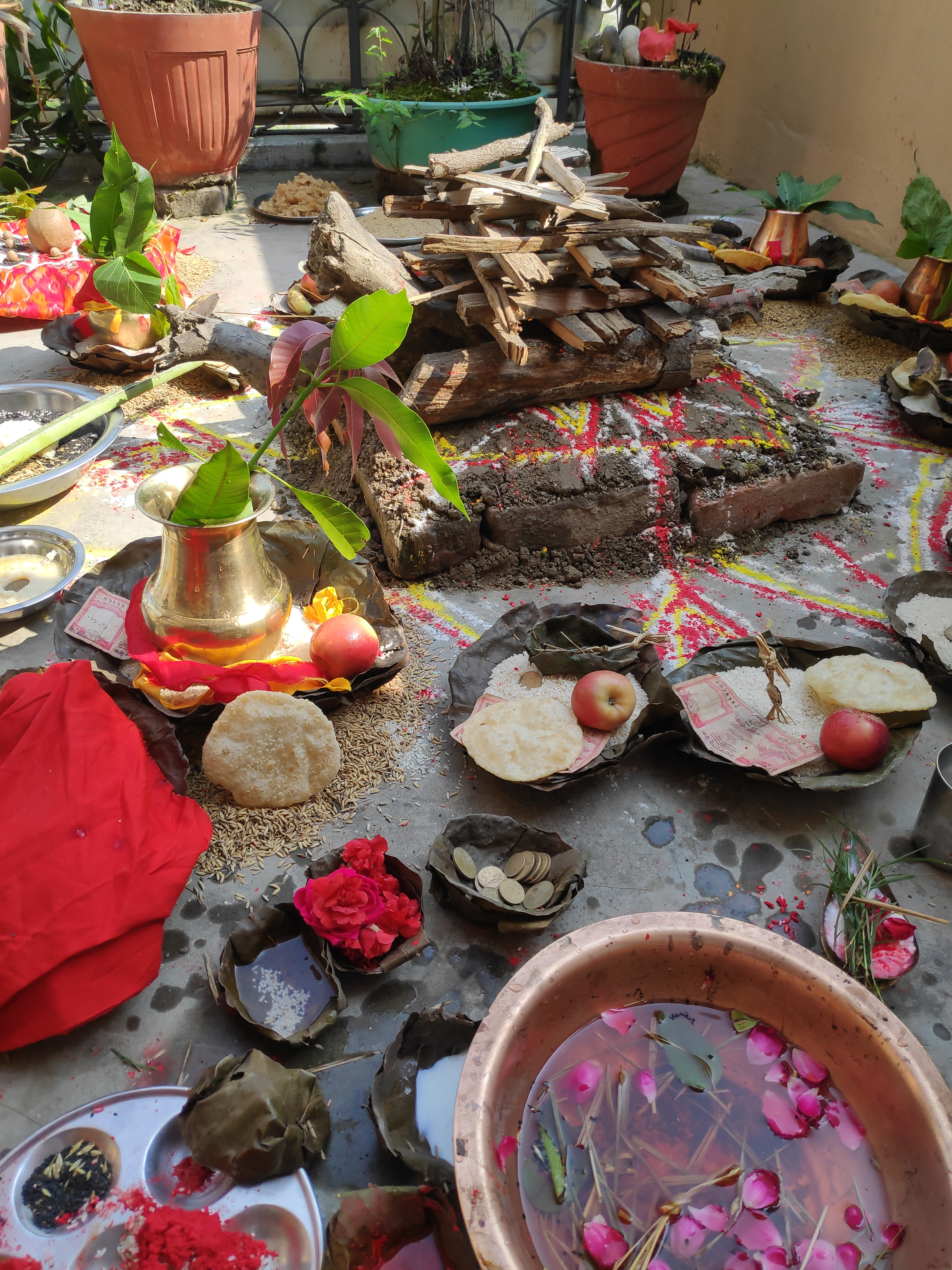

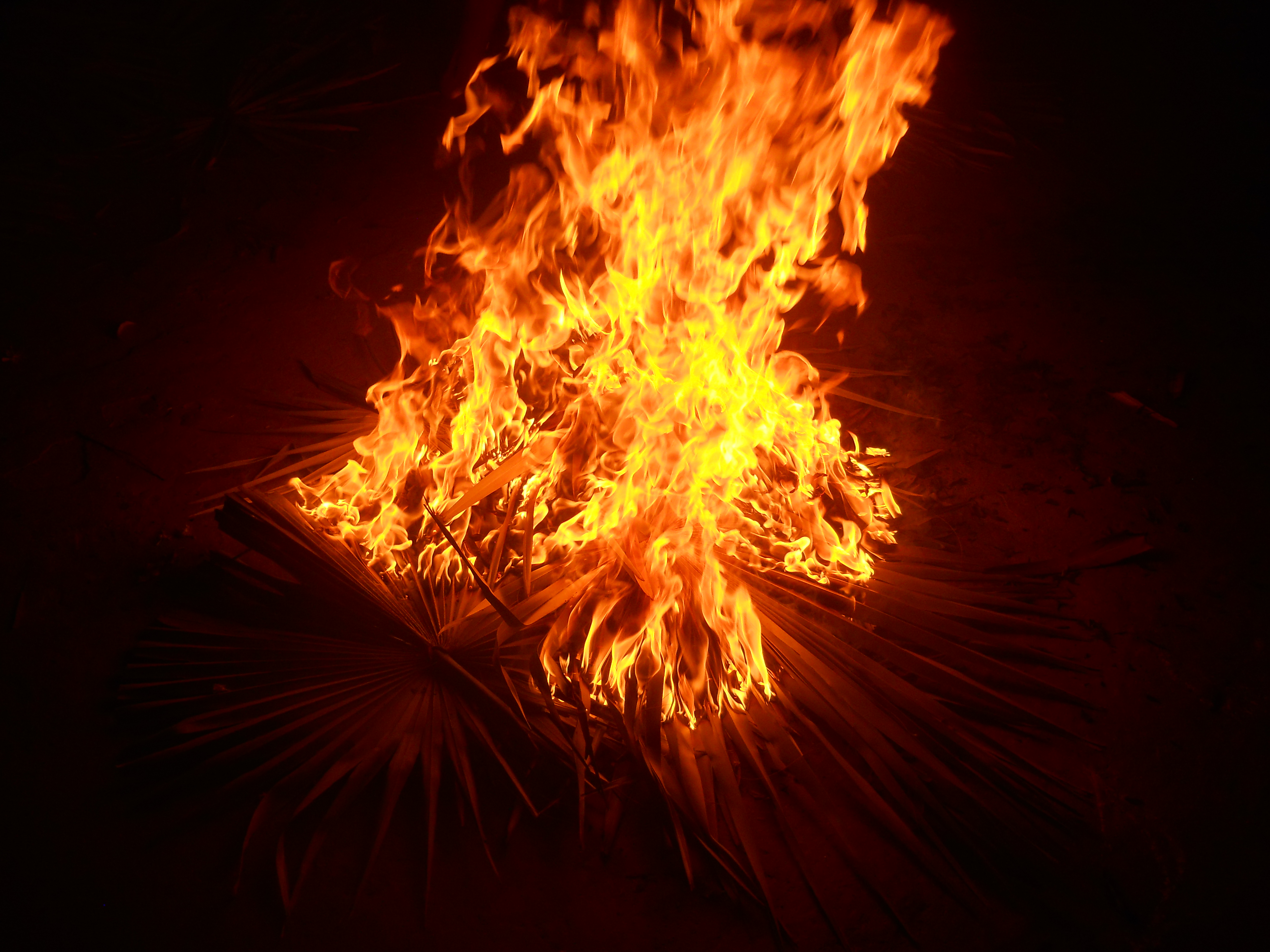
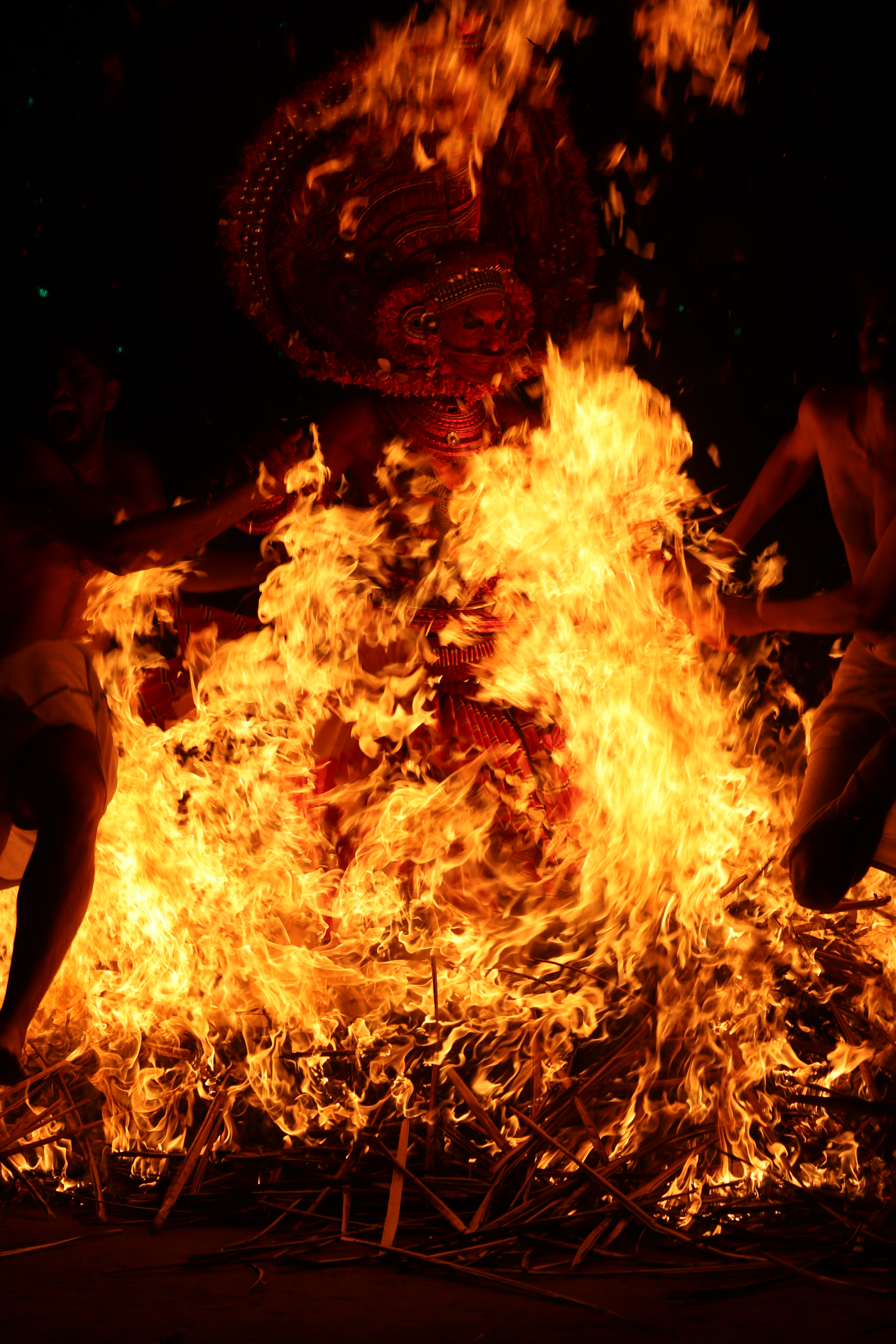
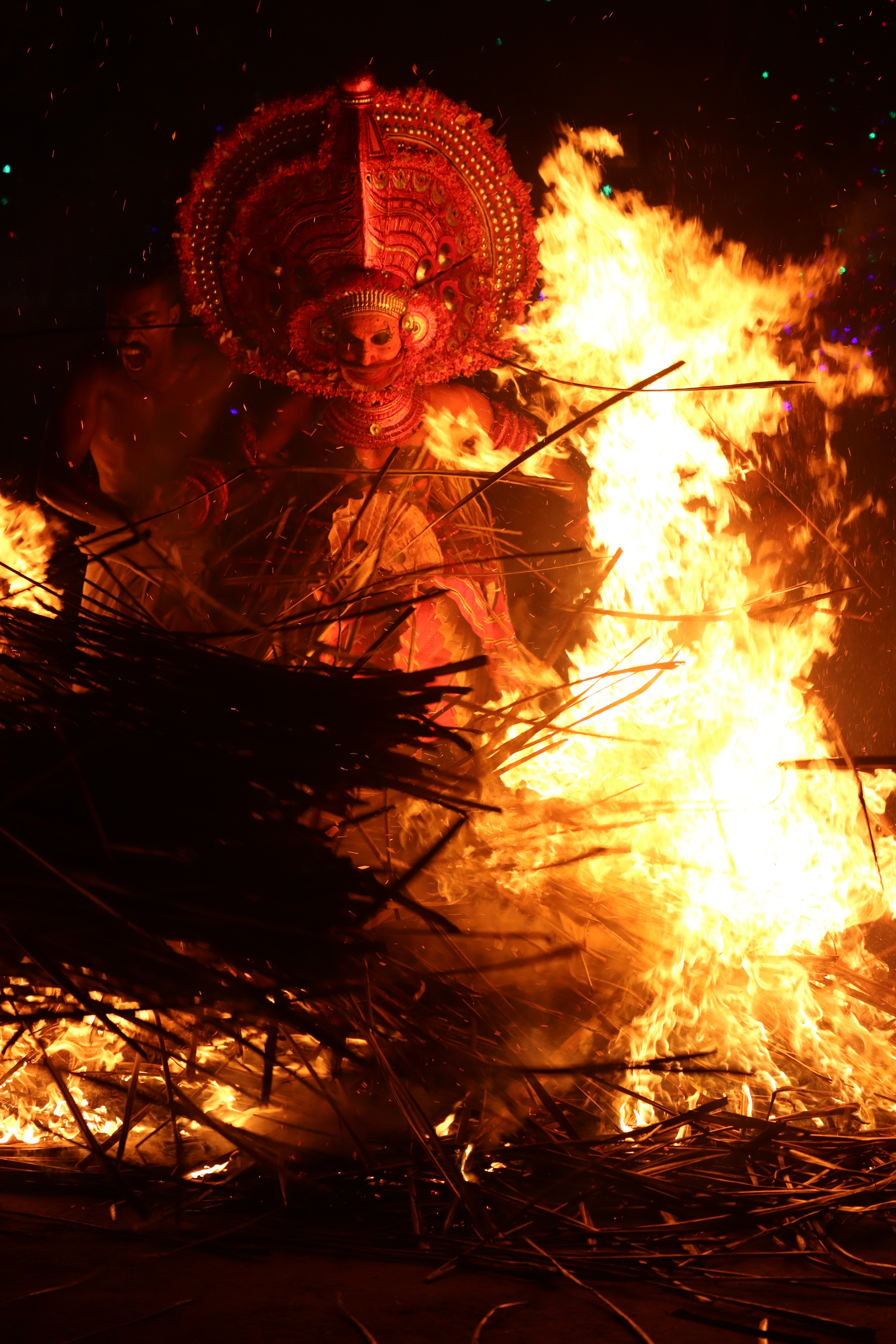
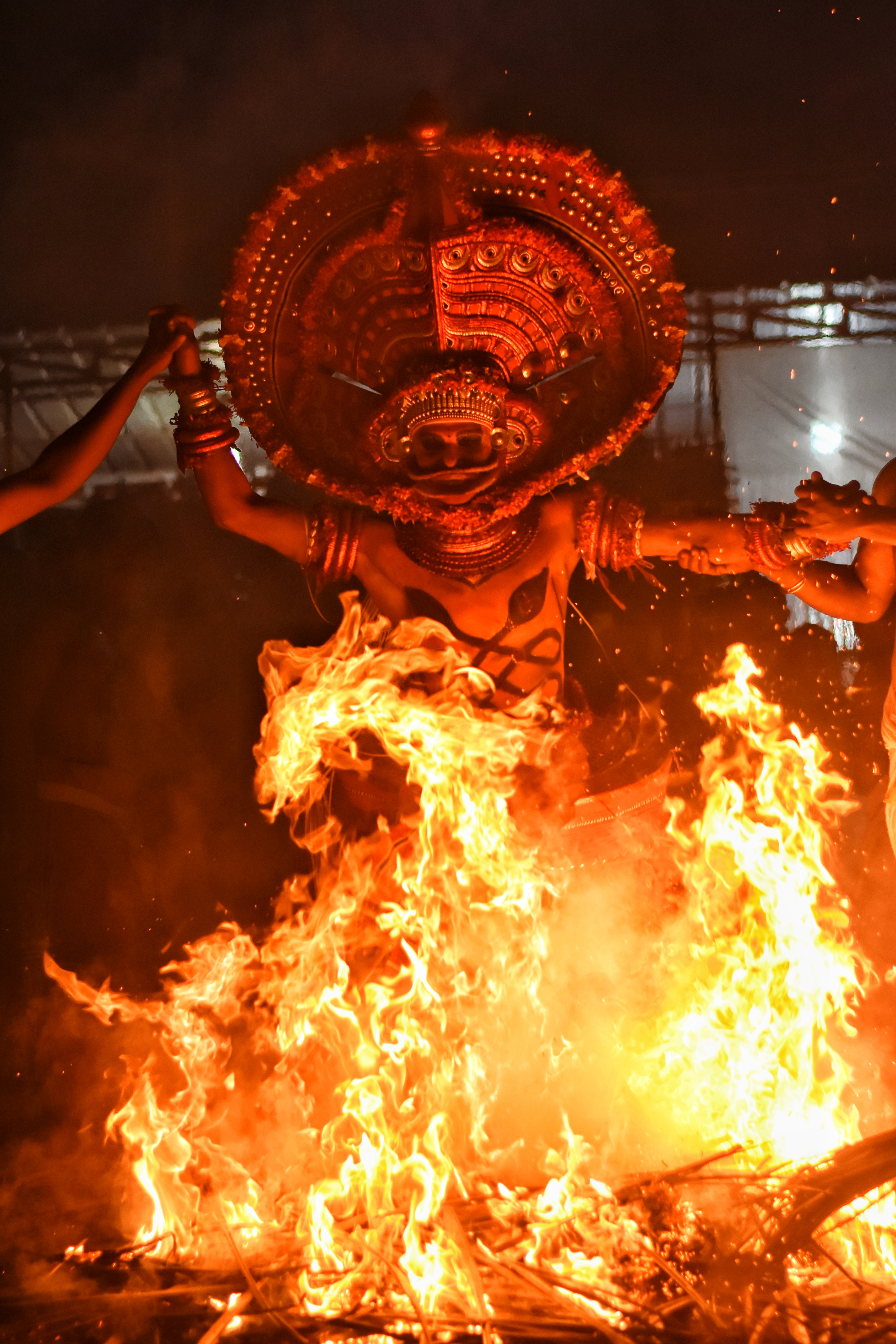
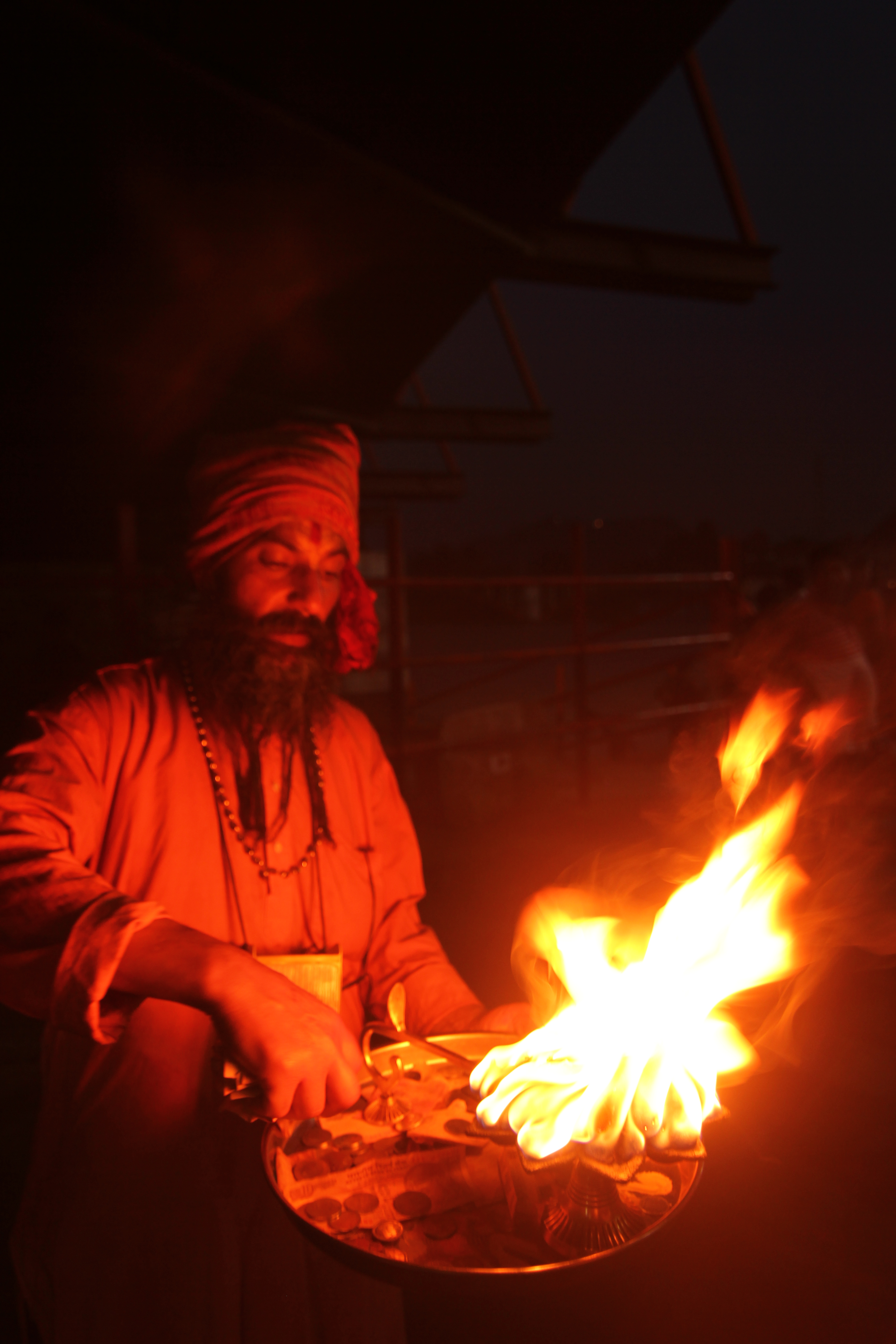
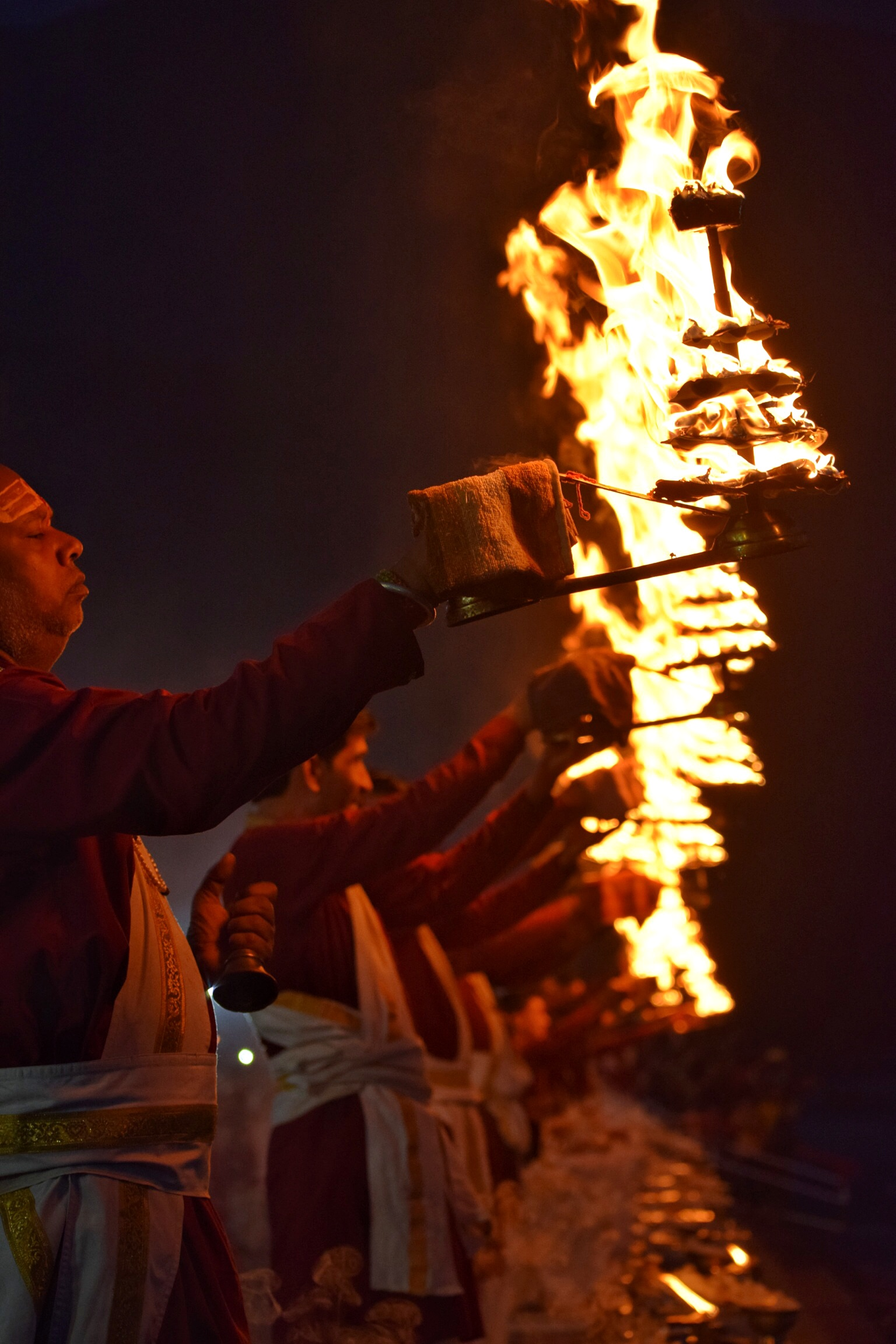
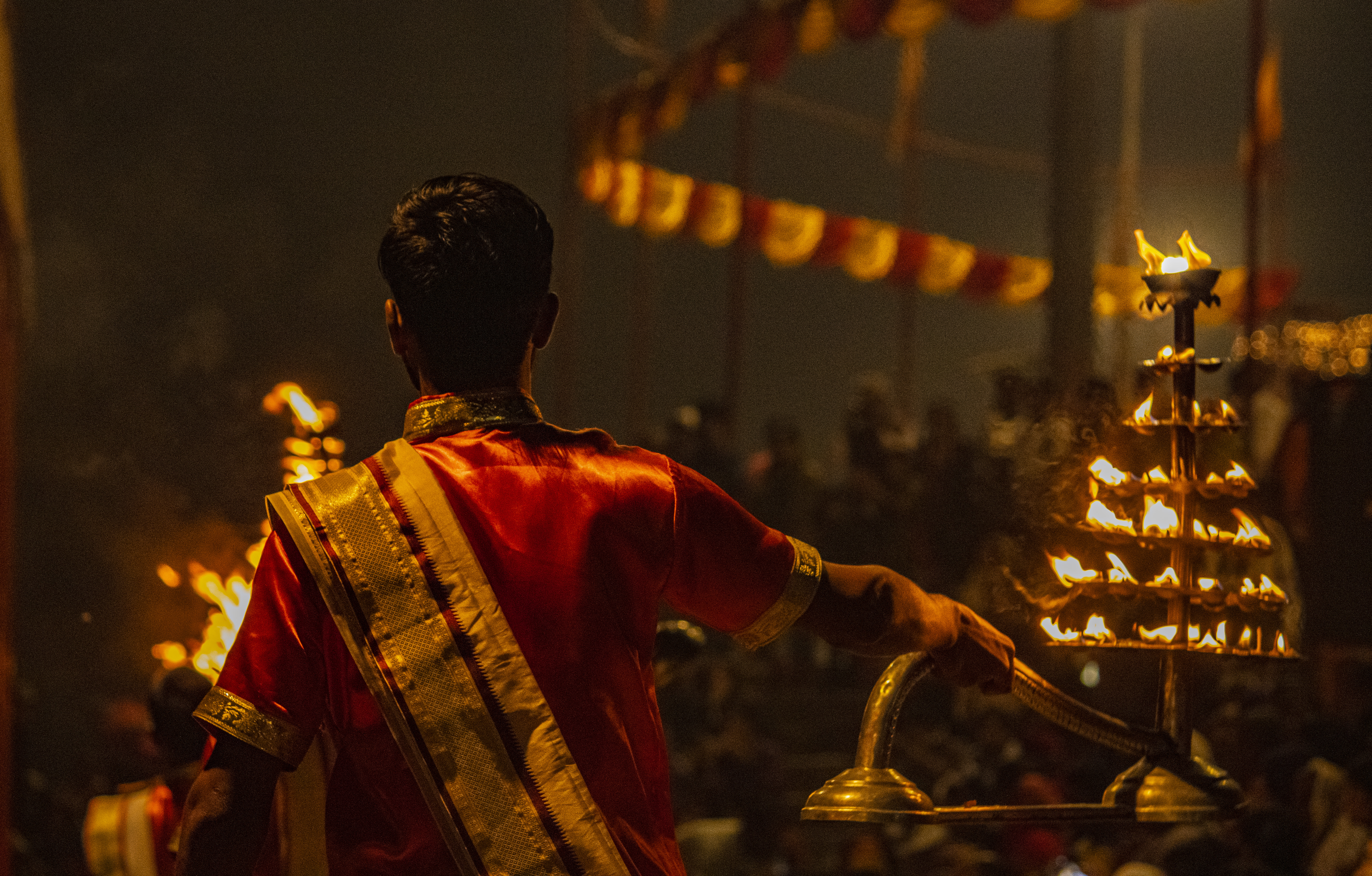
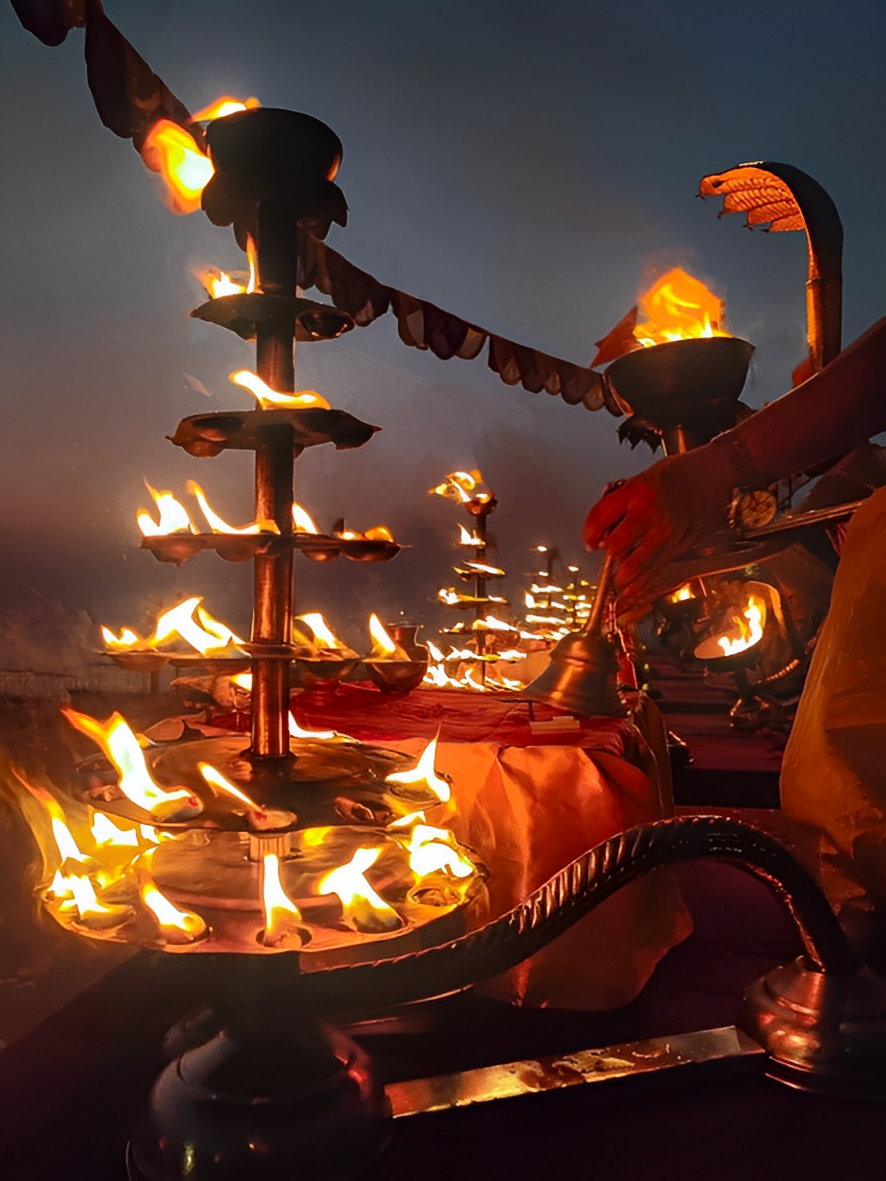
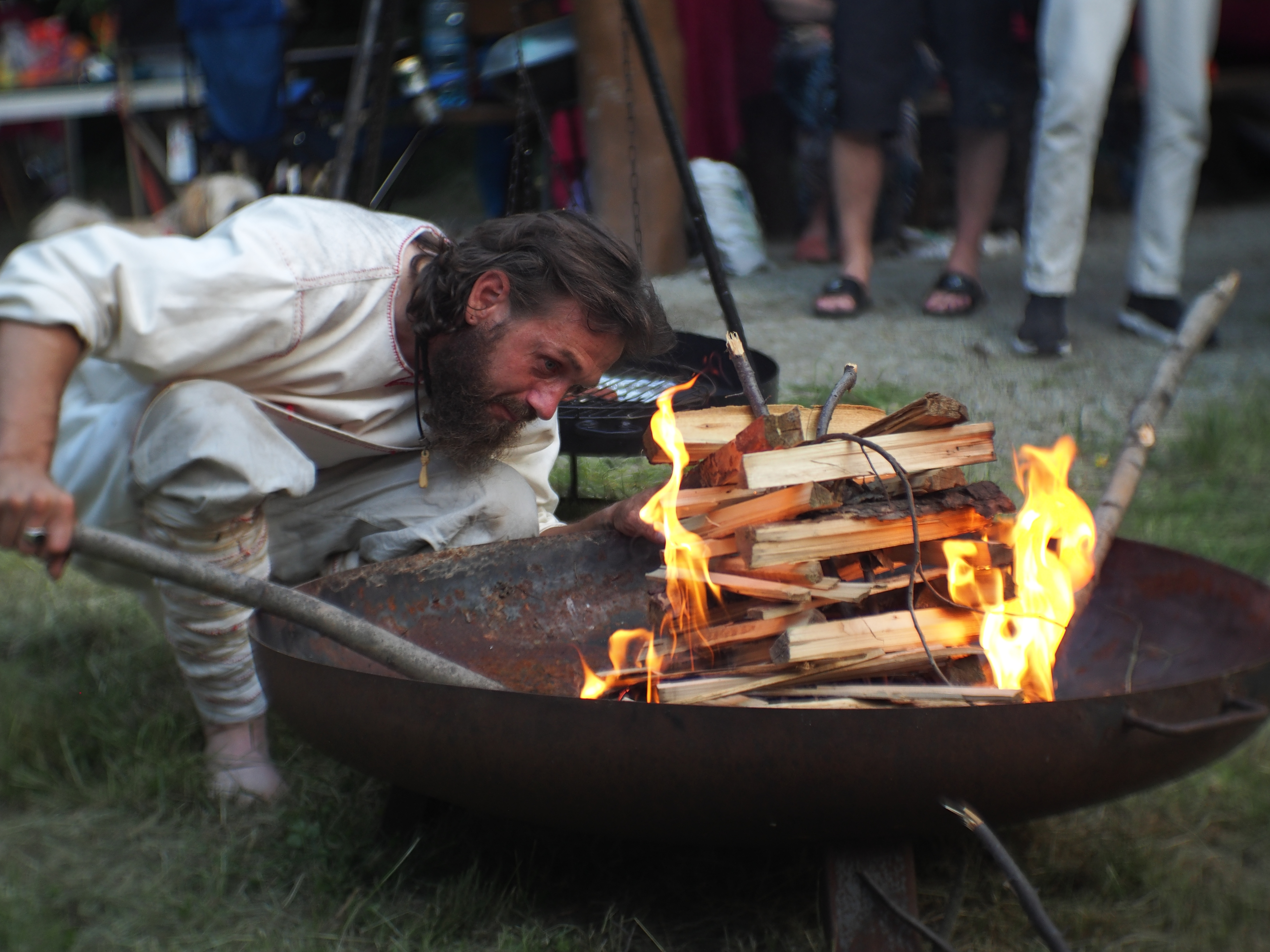
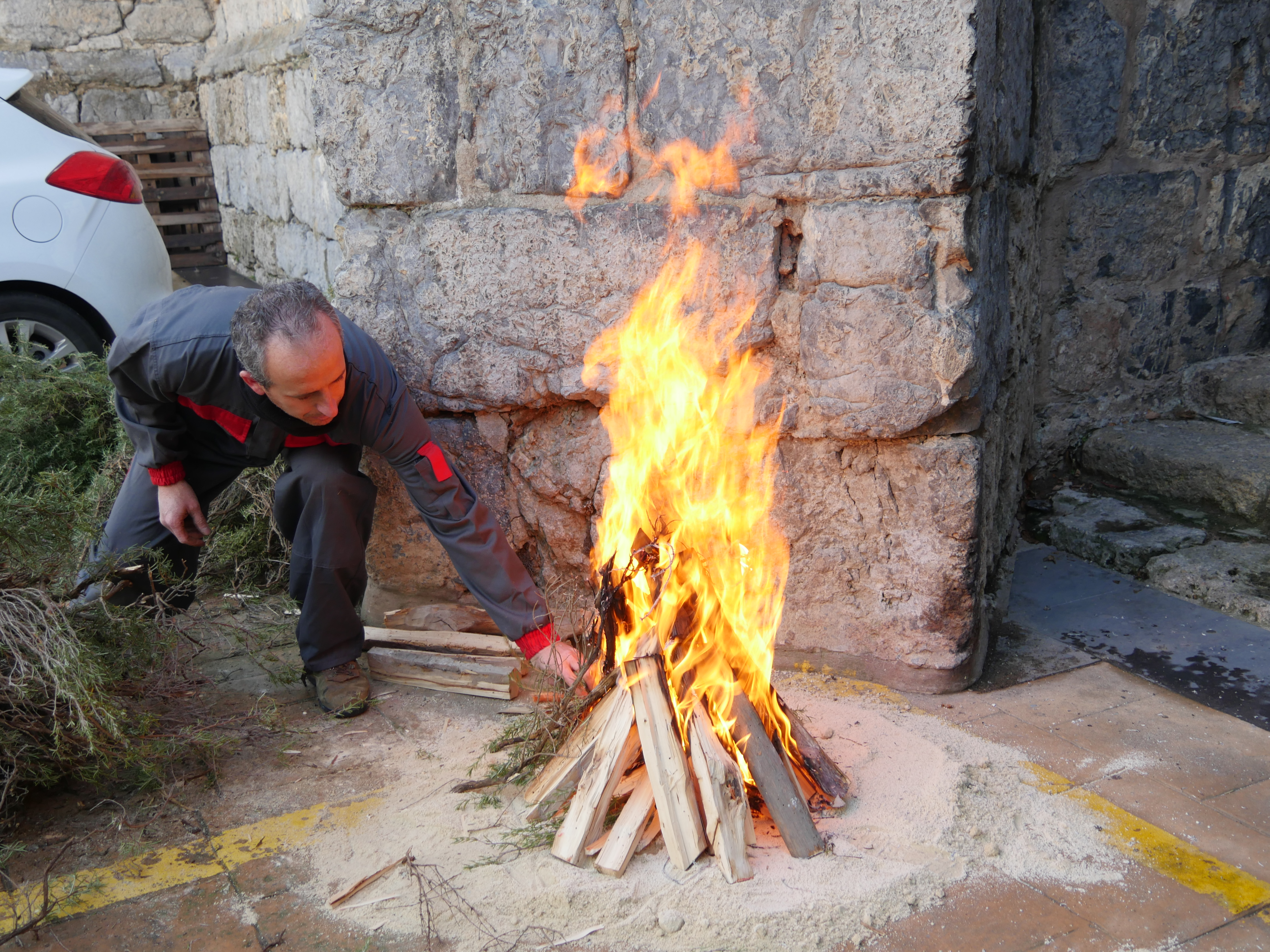
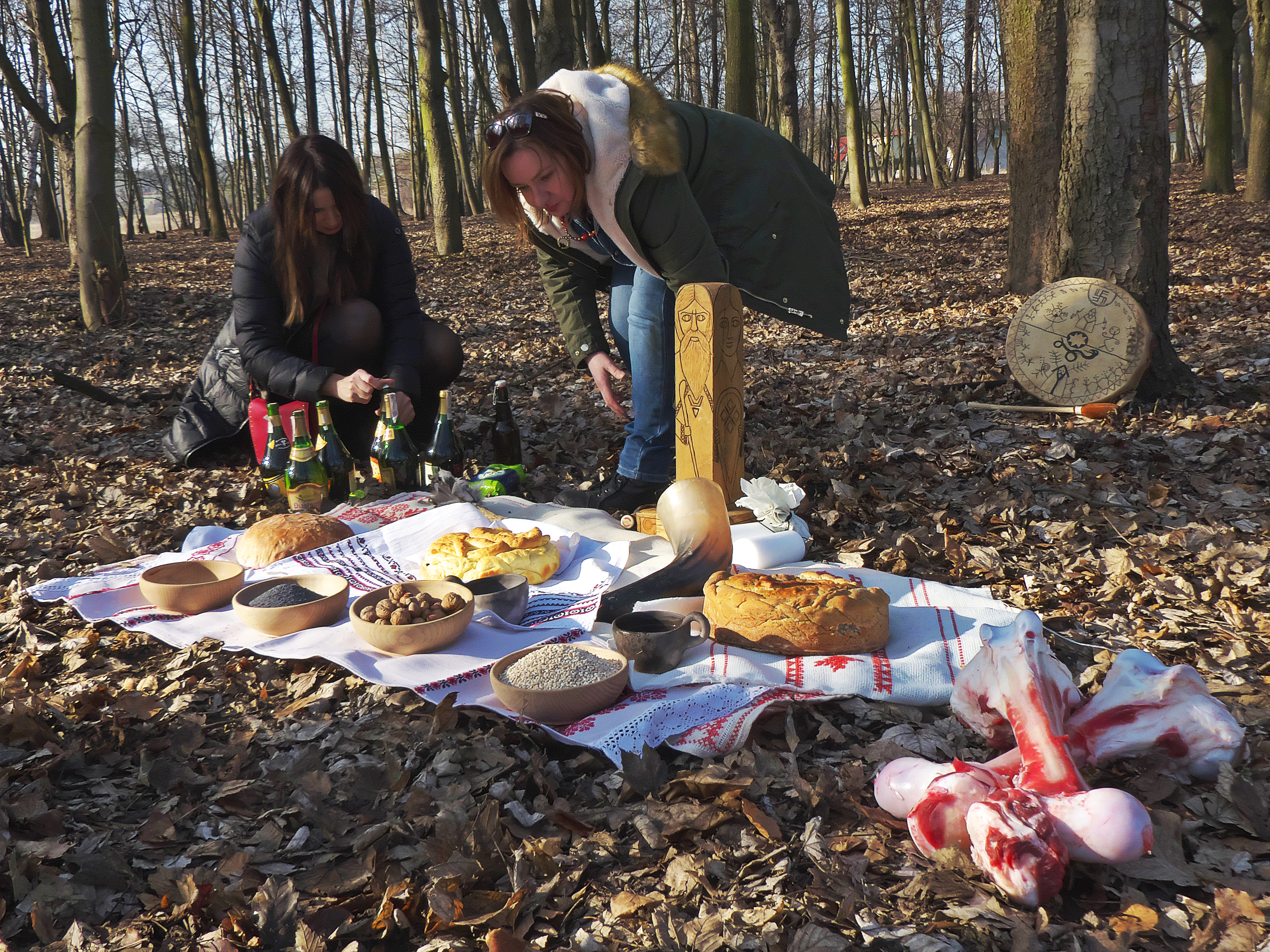